# Famille Dubosc de Pesquidoux
La famille Dubosc de Pesquidoux est une famille subsistante d'ancienne bourgeoisie française, titrée comte romain en 1876.

## Histoire
Cette famille a été admise au sein de l'association Réunion de la noblesse pontificale en 1985.

## Liens de filiation entre les personnalités notoires
- Léonce Dubosc de Pesquidoux (1829-1900), 1er comte de Pesquidoux, écrivain, titré comte romain héréditaire par bref pontifical du Pape Pie IX en 1876 pour le récompenser de ses ouvrages. Il épouse  Olga de Beuverand de La Loyère.
  - Joseph Dubosc de Pesquidoux (1869-1946), 2ème comte de Pesquidoux, écrivain, membre de l'Académie française. Il épouse  Thérèse d'Acher de Montgascon en 1896 à Paris.
    - Arnaud Dubosc de Pesquidoux (1907-1997) dit « Jean Taillemagre »,  journaliste, écrivain.

## Armes
Les armes de la famille Dubosc de Pesquidoux se blasonnent ainsi : Coupé: au 1, d'argent à trois étoiles de gueules, accompagnées en pointe d'un croissant de même ; au 2, parti : au A, de sable à deux lions affrontés d'or, tenant chacun de la dextre une épée d'argent ; au B, d'argent au léopard couronné de gueules.

## Postérité
Plusieurs appellations ont été attribuées dans des lieux en France en souvenir de Joseph Dubosc de Pesquidoux :
- À Agen (Lot-et-Garonne), Impasse Joseph de Pesquidoux (44° 11′ 42″ N, 0° 38′ 07″ E) ;
- À Aire-sur-l'Adour (Landes), Rue Joseph de Pesquidoux (43° 41′ 44″ N, 0° 16′ 45″ O) ;
- À Auch (Gers), Rue de Pesquidoux (43° 39′ 27″ N, 0° 36′ 10″ E) ;
- À Mont-de-Marsan (Landes), Rue Joseph de Pesquidoux (43° 53′ 00″ N, 0° 29′ 59″ O) ;
- À Pau (Pyrénées-Atlantiques) :
  - Rue Joseph de Pesquidoux (43° 18′ 52″ N, 0° 21′ 13″ O) et à proximité ;
  - Plaine Pesquidoux[4] (43° 18′ 50″ N, 0° 21′ 04″ O), au 98 Avenue de Buros ;
- À Saint-Gaudens (Haute-Garonne), Rue Joseph de Pesquidoux (43° 06′ 45″ N, 0° 44′ 54″ E) ;
- À Savigny-lès-Beaune (Côte-d'Or), Rue Joseph de Pesquidoux (47° 03′ 35″ N, 4° 48′ 55″ E) ;
- À Toulouse (Haute-Garonne), Rue Joseph de Pesquidoux (43° 36′ 36″ N, 1° 28′ 34″ E) ;
- À Villeneuve-de-Marsan (Landes), Rue Joseph De Pesquidoux (43° 53′ 06″ N, 0° 18′ 08″ O).

## Pour approfondir